# Appetite Production

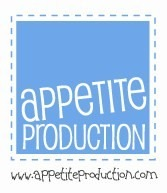
Logo Appetite Production

Appetite Production to polska firma z branży produkcji filmowej, z siedzibą w Krakowie. Firma została założona w 2008 roku  przez Joannę Szymańską i Aleksandrę Świerk, które zyskały doświadczenie współpracując m.in. jako kierownicy produkcji przy etiudach produkowanych przez Wydział Radia i Telewizji Uniwersytetu Śląskiego w Katowicach.
Pierwszą produkcją Appetite była niezależna krótkometrażowa komedia Wesołych Świąt z Jasonem Nwogą, wyreżyserowana przez Tomasza Jurkiewicza. Film, którego premierowy pokaz odbył się w kwietniu 2009, zebrał pozytywne recenzje i zdobył kilka nagród na niezależnych polskich festiwalach filmowych, w tym otrzymał Nagrodę Publiczności na 10. Festiwalu Era Nowe Horyzonty.
Appetite Production działa nie tylko jako niezależny producent i producent wykonawczy polskich i międzynarodowych projektów filmowych, zapewnia także realizację filmów fabularnych, dokumentów, programów TV, teledysków, spotów reklamowych i filmów korporacyjnych dla firm i innych podmiotów.
Ostatnią dużą produkcją firmy była apokaliptyczna wizja polskiego malarza, Wilhelma Sasnala, – Opad – wyprodukowana we współpracy z londyńską galerią Sadie Coles HQ. Firma kończy też postprodukcję swojego pierwszego filmu dokumentalnego, Świat według Hani i Stasia.

## Filmografia
2010 – Opad (EN The Fallout, film fabularny; reż. Wilhelm Sasnal, Anka Sasnal) – Producent Wykonawczy
2010 – Świat według Hani i Stasia (EN: World according to Hania and Stas, film dokumentalny; reż. Tomasz Jurkiewicz) - Producent
2009 – Wesołych Świąt (EN: Merry Christmas, film krótkometrażowy; reż. Tomasz Jurkiewicz) – Producent 
2008 – Fuse TV Excellent Adventure Castle Party Bolkow – Kierownictwo Produkcji Polskiej Jednostki